# Gheorghe Funar
Gheorghe Funar (Sânnicolau Mare, 29 settembre 1949) è un politico romeno.
Elemento di spicco del Partito dell'Unità Nazionale Romena (PUNR), formazione politica di ispirazione nazionalista xenofoba con base in Transilvania, ne fu il presidente (1992-1997) e per due volte il candidato alle elezioni presidenziali (1992 e 1996) conseguendo, rispettivamente, il 10,8% e il 3,2% dei voti.
Dopo la rottura dei rapporti con la nuova dirigenza del PUNR, nel 1998 si iscrisse al gruppo di estrema destra del Partito Grande Romania (PRM), grazie al quale ottenne un seggio di senatore (2004-2008) e il ruolo di segretario generale del partito (1998-2013).
Facendo ricorso ad un violento linguaggio apertamente contrario alle altre minoranze della regione (specialmente la comunità ungherese), nel 1992 fu eletto per la prima volta sindaco di Cluj-Napoca, ottenendo la riconferma nei successivi due mandati (1996 e 2000) e mantenendo la posizione per 12 anni fino al 2004.
Nel 2013, riuscì a strappare per un breve periodo la presidenza del PRM allo storico fondatore Corneliu Vadim Tudor. Una sentenza del tribunale di Bucarest, tuttavia, riconsegnò la leadership a quest'ultimo. Contestando tale decisione, nel 2014 Funar si candidò da indipendente alle elezioni presidenziali di quell'anno, ottenendo lo 0,47% delle preferenze.

## Formazione e carriera professionale
Laureatosi in contabilità nel 1973 presso l'Università Babeș-Bolyai di Cluj-Napoca, negli anni successivi lavorò in amministrazione per l'impresa di stato per la costruzione delle ferrovie di Cluj. Dal 1977 fu assistente universitario presso l'Istituto agronomico "Dr. Petru Groza" di Cluj-Napoca. Dopo la rivoluzione romena del 1989 l'Istituto fu ridenominato Università di scienze agricole e Funar fu il prodecano della facoltà di orticoltura tra il 1990 e il 1992. Continuò ad insegnare in tale istituzione fino al 2004.
Nel 2001 ottenne un dottorato in scienze economiche con una tesi dal titolo Management e contabilità - supporto ad un'amministrazione pubblica locale performante (in rumeno: Managementul și contabilitatea — suporți ai unei administrații publice locale performante).

## Carriera politica

Percentuali di voto per Gheorghe Funar divise per distretto in occasione del primo turno delle Elezioni presidenziali in Romania del 1992. Il candidato del PUNR ottenne percentuali superiori al 30% tra i distretti di Cluj (31,2), Mureș (32,5), Alba (31,4) e Bistrița (34,1). Nei distretti di Alba e Bistrița fu il candidato che ottenne più voti

### Leadership ed espulsione dal Partito dell'Unità Nazionale Romena
Iscritto al Partito Comunista Rumeno sotto la dittatura di Nicolae Ceaușescu, nel 1990 Funar fu tra i fondatori dell'organizzazione ultranazionalista xenofoba dell'Unione del focolare romeno (UVR), che del pensiero dell'ex dittatore riprendeva la dottrina nazionalista e gli aspetti legati al disconoscimento dei diritti minoranze etniche. Fu poi tra i fondatori del braccio politico dell'UVR, il Partito dell'Unità Nazionale Romena (PUNR), che godeva di un'ampia base elettorale in Transilvania.
Divenuto celebre nel 1992 all'interno del partito dopo la sua elezione a sindaco di Cluj-Napoca per via delle sue azioni contro la minoranza ungherese della città, nel corso del consiglio nazionale del PUNR dell'11 giugno 1992 Gheorghe Funar fu indicato come candidato alla presidenza della repubblica in vista della tornata elettorale in programma in settembre. Funar giunse terzo con il 10,8% delle preferenze, dietro ai rappresentanti dei partiti maggiori (Ion Iliescu per il FDSN ed Emil Constantinescu per la CDR).
In seguito all'analisi dei risultati elettorali, il 3 ottobre 1992 il partito decise di allontanare dalla dirigenza Radu Ceontea, considerato responsabile, altresì, di aver fornito un debole supporto alla candidatura presidenziale di Funar. Il 17 ottobre dello stesso anno la presidenza fu ufficialmente assegnata a Gheorghe Funar, divenuto figura di maggiore rilevanza del PUNR.
All'interno di un'ampia alleanza composta dal Fronte Democratico di Salvezza Nazionale (FDSN) con i suoi partner minori, oltre al PUNR anche il Partito Grande Romania (PRM) e il postcomunista Partito Socialista del Lavoro (PSM), il ruolo del partito fu decisivo per garantire la governabilità del gabinetto presieduto da Nicolae Văcăroiu. Nel gennaio del 1994, infatti, fu raggiunto con Iliescu un accordo che prevedeva l'assegnazione di diversi ministeri al PUNR a partire dal mese di agosto.
Tra il 1993 e il 1994 esplose il primo grande scandalo finanziario della Romania postrivoluzionaria. Si trattò della bancarotta della società Caritas di Cluj, attività fortemente pubblicizzata dal PUNR per la visibilità che garantiva al partito, il cui fallimento avrebbe potenzialmente potuto ripercuotersi sulla stabilità del governo. Nonostante l'enorme impatto economico e il clamore della notizia, Funar riuscì ad evitare ogni riflesso sul PUNR.
Sotto la sua leadership, tuttavia, il partito iniziò a mostrare dei segni di rottura e la nascita di fazioni interne. Il consiglio nazionale del PUNR del 17 ottobre 1995 rielesse alla presidenza Funar che, però, fu contrastato dalla candidatura del vicepresidente del senato Valer Suian, che ottenne circa il 40% dei voti. Molti membri misero in dubbio la convenienza dell'alleanza con il partito di Iliescu. Nel corso del consiglio nazionale del 13 luglio 1996, infatti, si confrontarono due tendenze opposte: da una parte Funar convinse i propri sostenitori della necessità di promuovere il mantenimento dei rapporti con il PDSR di Iliescu e Năstase, mentre dall'altra Valeriu Tabără parteggiava per la rottura con il PDSR. Alla fine fu il punto di vista di Funar a prevalere. Allo stesso tempo il consiglio nazionale decretò la candidatura di quest'ultimo alle elezioni presidenziali di novembre.
Nonostante i propositi, tuttavia, tra agosto e settembre 1996, le scelte di politica estera del governo Văcăroiu portarono alla rottura definitiva dell'alleanza tra PUNR e PDSR. Ritenuti dagli osservatori internazionali un passo necessario per l'integrazione euroatlantica della Romania, i termini del trattato di collaborazione che stava per essere siglato tra il governo e l'Ungheria furono aspramente e pubblicamente contestati dal PUNR e causarono, come misura finale, il ritiro del partito di Funar dalla maggioranza.
Abbandonato il governo a pochi mesi dal termine naturale della legislatura, alle elezioni presidenziali in Romania del 1996 la candidatura di Funar ebbe scarso successo (3,2%).
Come conseguenza della sconfitta, la convenzione nazionale del 22 marzo 1997 stabilì l'adozione di un nuovo statuto e di un nuovo programma, eleggendo Valeriu Tabără alla presidenza e lasciando la vicepresidenza a Funar. Quest'ultimo, tuttavia, critico verso la nomina di Tabără e platealmente contrario al mantenimento dello status quo all'interno del partito, fu espulso nel corso del consiglio nazionale del 4 novembre 1997 e, successivamente, nell'ottobre 1998, entrò nel Partito Grande Romania (PRM) di Corneliu Vadim Tudor, divenuto nuovo punto di riferimento dei nazionalisti romeni. Dopo il 1997, infatti, l'appello nazionalista divenne appannaggio del PDSR e, nelle sue forme più estremiste, del PRM, mentre il PUNR passò in secondo piano.

### Sindaco di Cluj-Napoca

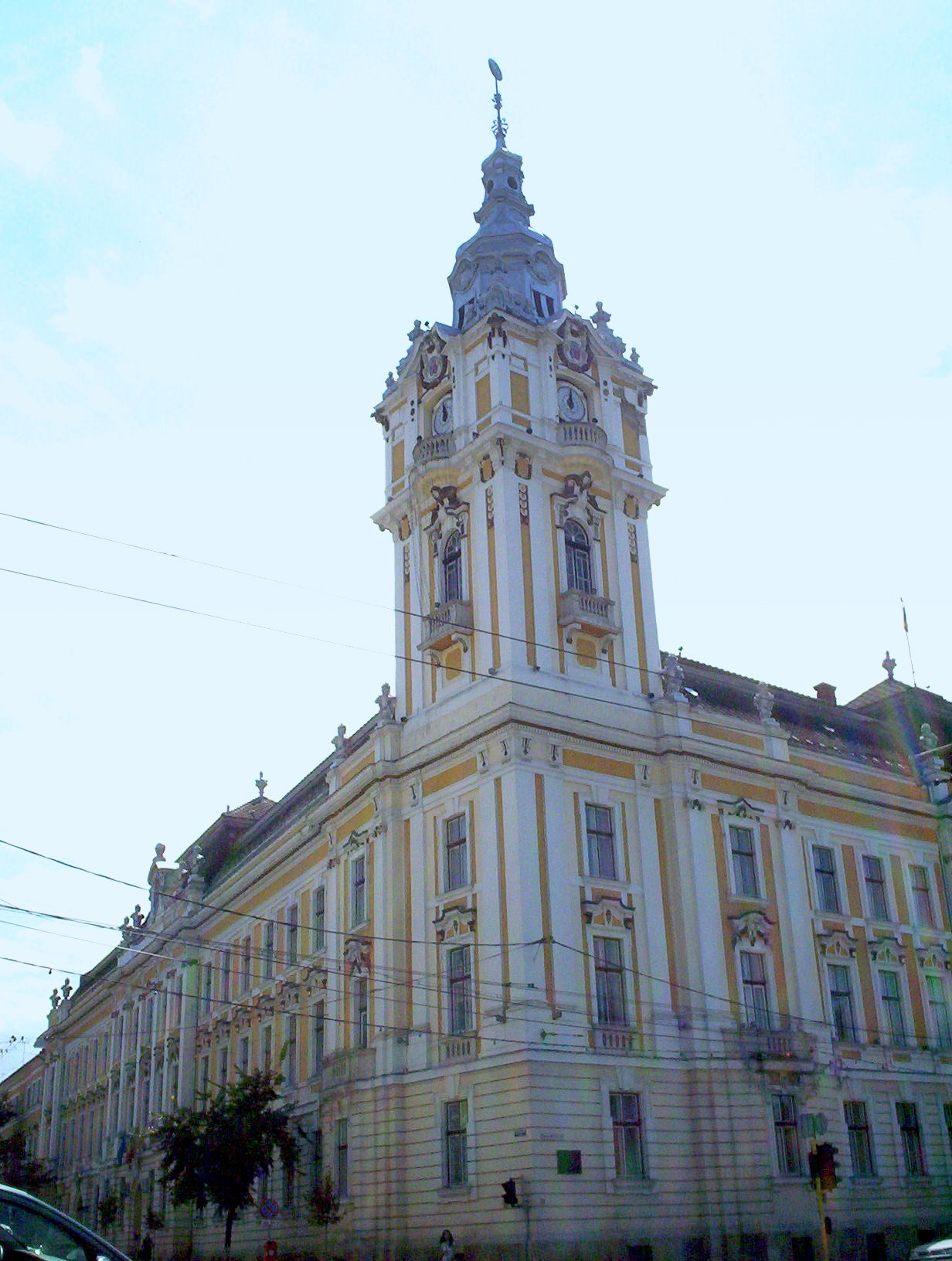
Il municipio di Cluj-Napoca

In occasione delle elezioni amministrative locali del febbraio 1992, il PUNR conquistò 1.535 seggi di consigliere comunale, 80 di consiglieri di distretto e 96 di sindaco, tra i quali Gheorghe Funar, nuovo primo cittadino di Cluj-Napoca che, facendo un costante appello ai sentimenti nazionalisti romeni riuscì a riconfermare per tre volte il proprio mandato. Nel 1992 sconfisse al ballottaggio il candidato della CDR Petre Lițiu, vincendo nuovamente la sfida anche nel 1996.
Nel corso del proprio mandato sostenne le attività della Caritas di Ioan Stoica, per via della grande visibilità assicurata a livello nazionale e per le enormi entrate economiche che questa garantiva alla città, salvo prenderne poi le distanze nel 1994, in seguito all'esplosione di un grande scandalo finanziario che portò al suo fallimento.
Funar fu protagonista di durissimi atti contro la minoranza ungherese come, ad esempio, il divieto di affissione di insegne nelle due lingue e l'imposizione della sola lingua romena nella toponomastica stradale e nella pubblica amministrazione, mentre si batté per limitare la libertà di associazione delle organizzazioni culturali ed educative ungheresi, con azioni spesso dubbie dal punto di vista legale, come l'interdizione di bandiere ed inni ungheresi.
In veste di sindaco, nel corso degli anni novanta fu protagonista di numerosi atti eclatanti e singolari. Tra questi, la proposta di ridipingere gli arredi urbani con i colori blu, giallo e rosso, ricalcando la bandiera della Romania, la scelta di modificare nomi di strade e targhe commemorative facenti riferimento alla tradizione ungherese della città e quello di spingere i cittadini di etnia rom discendenti dagli ungheresi a dichiararsi romeni nel corso del censimento della popolazione del 2002.
In occasione del primo turno delle elezioni amministrative del 2000 per l'elezione a sindaco di Cluj-Napoca, Funar (passato al PRM) arrivò al primo posto, mentre al secondo si classificò il candidato del partito filoungherese UDMR Péter Eckstein-Kovács. A causa del rischio di trasformare il confronto politico in uno scontro su base etnica, al ballottaggio Eckstein-Kovács preferì ritirare la propria candidatura e supportare il rappresentante della CDR Șerban Rădulescu. Per contrastare la rielezione di Funar, si realizzò una coalizione di tutti gli altri partiti e Rădulescu ottenne l'appoggio persino del PDSR, tradizionalmente rivale della CDR a livello nazionale. In ogni caso Funar trionfò al ballottaggio e governò la città fino al 2004.
Quattro anni dopo, in un differente panorama politico segnato dal calo del PRM nazionalista di Vadim Tudor, alle amministrative del 2004 Funar arrivò terzo e non riuscì ad accedere al ballottaggio, nel quale si confrontarono Ioan Rus (PSD) e Emil Boc (PD), con quest'ultimo uscito vincitore. Nel 2008 il PRM ottenne appena il 4,2% dei voti, senza conseguire alcun seggio nella giunta comunale.

### Senatore del Partito Grande Romania
Espulso dal PUNR, nell'ottobre 1998 Funar entrò nel Partito Grande Romania (PRM), formazione ultranazionalista in crescita sul finire degli anni novanta, divenendone subito segretario generale e uomo di punta in Transilvania.
Esaurito il mandato di sindaco di Cluj-Napoca, in occasione delle elezioni parlamentari del 2004 fu eletto al senato. Nel corso della legislatura fu a più riprese capogruppo del PRM al senato, membro della commissione per il bilancio, della commissione per la pubblica amministrazione e presidente della commissione per la privatizzazione. Nel 2008 provò a ricandidarsi ma, a causa del tracollo del partito, che non raggiunse la soglia di sbarramento, non riuscì a riconfermare il proprio seggio.
Oltre a mantenere il ruolo di segretario generale, dal 2006 fu presidente della sezione del PRM di Cluj.

### Scontro con Corneliu Vadim Tudor
Vista la crisi del partito, rimasto fuori dal parlamento anche in seguito alle elezioni del 2012, nel giugno 2013 il consiglio del PRM operò alcune modifiche allo statuto, in modo da consentire la convocazione di un congresso straordinario per la scelta di un nuovo presidente per la sostituzione di Corneliu Vadim Tudor. Lo storico fondatore, tuttavia, si oppose fermamente alla sua organizzazione e sostenne che nessuno aveva il diritto di prendere il suo posto. Il 27 luglio 2013 ad Alba Iulia il congresso elesse Gheorghe Funar che, con 530 voti, superò gli altri candidati Corneliu Ciontu (113 voti) e Ștefan Valentin Varga (17 voti). Lo stesso congresso decretò anche l'espulsione dal partito di Vadim Tudor, accusato da Funar di essere il dittatore del PRM.
Vadim Tudor si appellò alla giustizia e, il 28 novembre 2013, ottenne dal tribunale di Bucarest un verdetto che dichiarava nulle le modifiche allo statuto del PRM e che ristabiliva il suo rientro nella funzione di presidente. Funar definì tale disposizione una «soluzione contraria alla realtà, contraria alla logica e contraria alla giustizia» e annunciò un ricorso.
Lo scontro sulla leadership ebbe riflessi immediati sull'organizzazione del PRM in vista delle elezioni europee del 2014, alle quali Vadim Tudor e Funar presentarono liste separate di candidati sotto la stessa sigla. L'ufficio elettorale centrale, tuttavia, riconobbe la legittimità di quelle di Vadim Tudor, mentre Funar denunciò il rivale alla polizia per aver utilizzato a proprio vantaggio le firme per la candidatura raccolte dalla sua corrente.
Sostenuto da diverse filiali del PRM, Funar decise di presentare la propria candidatura da indipendente alle elezioni presidenziali dell'autunno del 2014, con lo slogan Romania unita con romeni felici! (rumeno: România unită, cu români fericiți!), alle quali si presentò anche Vadim Tudor. Ottenne, però, appena 45.000 voti, pari allo 0,47%.

### Partito Romania Nostra
Nel giugno 2018 annunciò la fondazione di un nuovo partito, Partito Romania Nostra (Partidul România Noastră, PRN), affermando che si trattava dell'unico autentico continuatore delle istanze nazionaliste proposte negli anni novanta da Unione del Focolare Rumeno, PUNR e PRM e che il partito avrebbe presentato un proprio candidato alle elezioni presidenziali del 2019. Il PRN si iscrisse alla corsa per le elezioni europee del 2019 con Funar come capolista, ma la sua registrazione fu respinta dall'Ufficio elettorale centrale per la mancanza del numero minimo di firme richiesto. Escluso dalle elezioni, Funar invitò i propri sostenitori a votare per il candidato indipendente George Simion.
Nell'agosto 2019 annunciò la sua candidatura alle elezioni presidenziali, ma non presentò all'Ufficio elettorale centrale le firme necessarie per tale scopo.

## Aspetti controversi

### Coinvolgimento nello scandalo Caritas
Tra il 1992 e il 1994, in veste di sindaco, appoggiò personalmente l'istituzione e la crescita della società Caritas dell'imprenditore Ioan Stoica, che mise in piedi un fraudolento schema Ponzi, che nell'immediato permise la concentrazione di grandi ricchezze nella città di Cluj, ma che al momento del suo fallimento lasciò debiti per 450 milioni di dollari.
Il primo cittadino di Cluj-Napoca concesse alla Caritas l'utilizzo degli spazi della prefettura, del municipio e dello stadio, apparve più volte in pubblico con Stoica e finanziò la pubblicazione sul quotidiano locale, il Mesagerul transilvan, delle corpose liste degli investitori della società. Vista l'enorme concentrazione di capitali, nel 1993 Cluj divenne la città con il maggior numero di automobili per abitante in Romania, la quinta in Europa, mentre i prezzi dei beni di consumo e delle proprietà immobiliari crebbero in maniera incontrollabile superando, in alcuni casi, quelli delle città occidentali.
Dopo che il sistema di Stoica entrò in crisi e la stampa lo portò all'attenzione dell'opinione pubblica nazionale e internazionale, Funar ritirò ogni appoggio alla Caritas.

### Dichiarazioni e gesti eclatanti

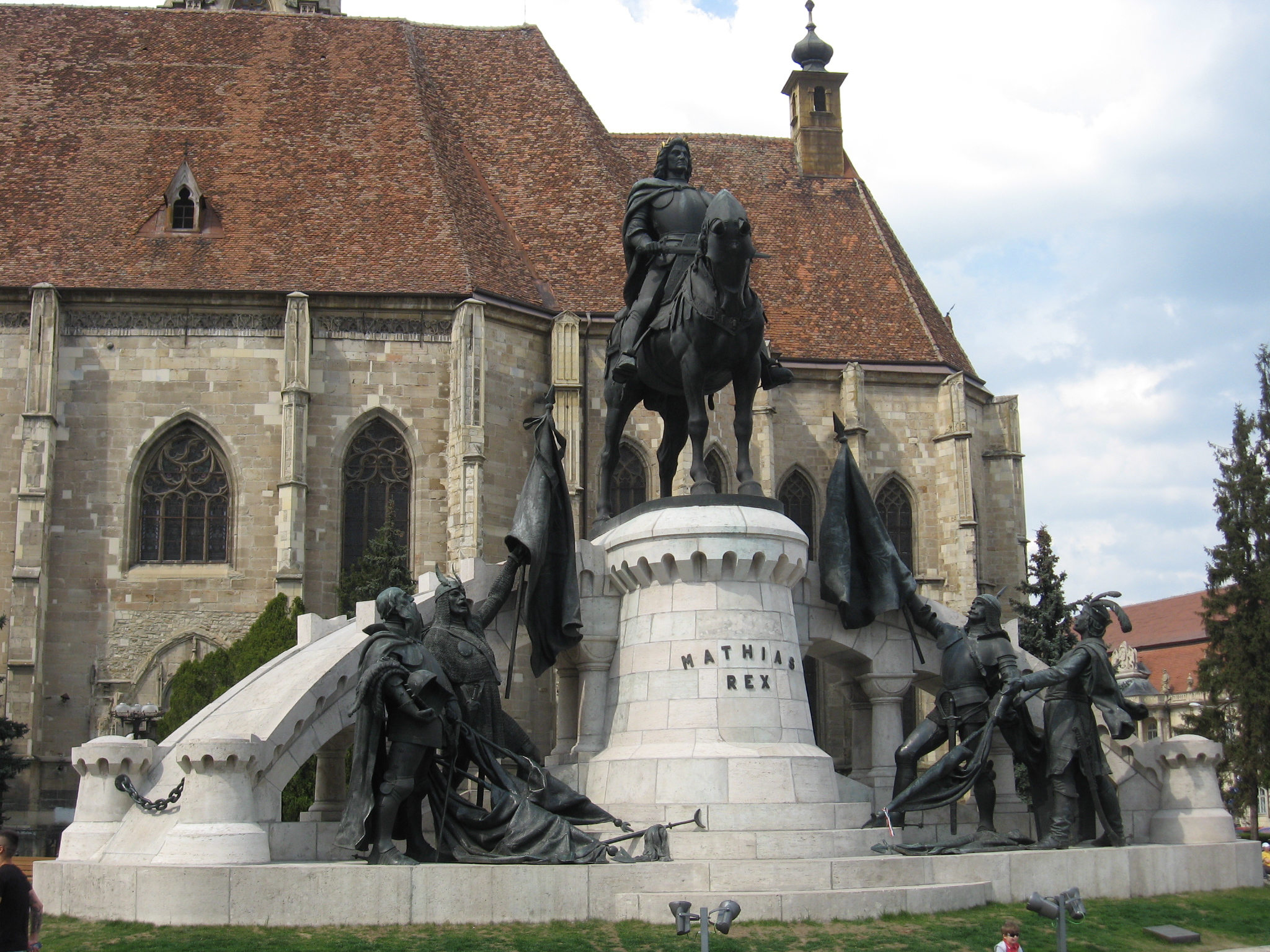
Il monumento dedicato a Mattia Corvino a Cluj-Napoca come appariva nel 2011. Il piedistallo recita Mathias Rex

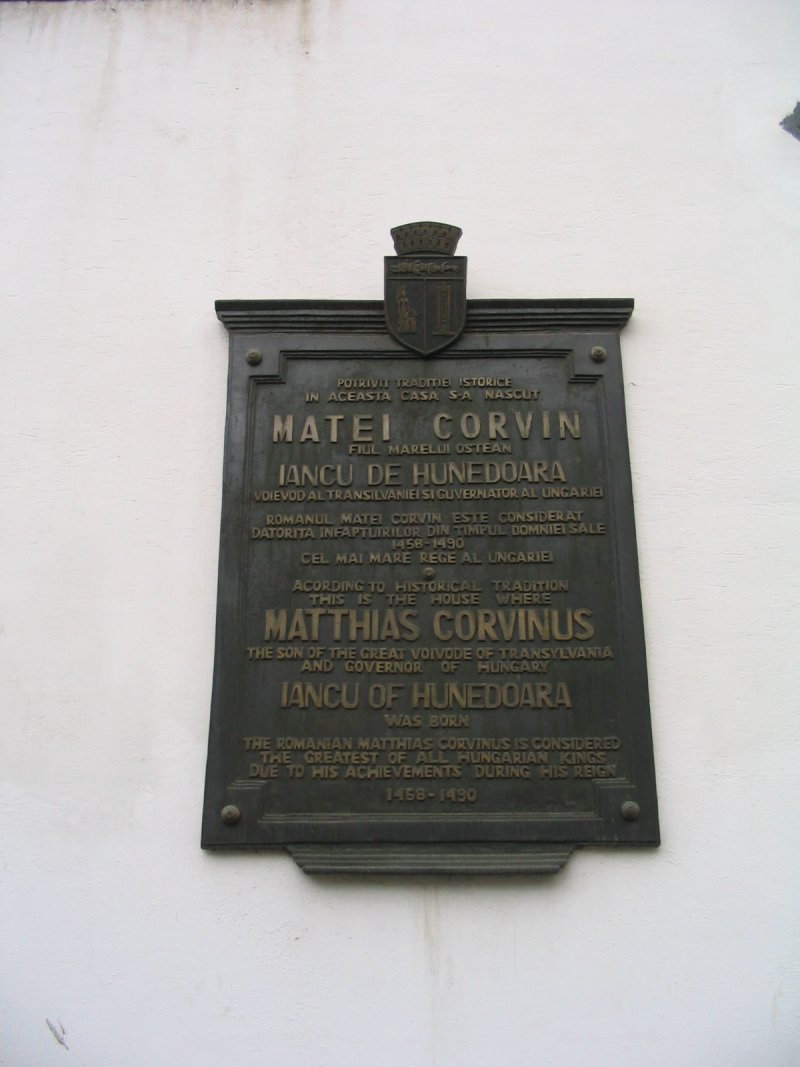
Targa affissa da Gheorghe Funar alla casa natale di Mattia Corvino, con l'iscrizione:

Nel corso del mandato di sindaco di Cluj, tra il 1992 e il 2004 fu protagonista di numerose provocazioni contro la comunità ungherese. Oltre a ridipingere gli arredi urbani (panche, bidoni, pali) con i colori blu, giallo e rosso, nel periodo delle festività natalizie permise l'installazione solo di illuminazioni che riprendevano il tricolore romeno.
Ridenominò, inoltre, molte strade che si rifacevano alla memoria di eventi o di personalità ungheresi. Nel 1993, ad esempio, il nome di Piazza della Libertà (Piața Libertății) fu cambiato in Piazza dell'Unione (Piața Unirii), con un richiamo alla Grande unione del 1918, quando la Transilvania fu annessa al Regno di Romania. Fece montare, inoltre, una targa alla base della statua di Mattia Corvino (sovrano d'Ungheria nel XV secolo) che modificava il titolo da Mathias Rex Hungarorum a Mathias Rex, con la rimozione del riferimento all'Ungheria e con la specifica che questi fosse stato sconfitto «dal suo stesso popolo» nella battaglia di Baia del 1467. Fu criticato dalla comunità magiara anche per l'installazione di una statua dedicata ad Avram Iancu, avvocato di etnia romena, leader della rivoluzione transilvana del 1848.
Il 16 settembre 1996, giorno della firma del trattato di cooperazione tra Romania e Ungheria, con i suoi sostenitori inscenò un funerale che, dopo una finta processione per le strade di Cluj, si concluse al cimitero cittadino di Hajongard, con la posa di una bara contenente un cuore di pezza trafitto da un coltello. Nel 1997 accusò pubblicamente il console ungherese di Cluj László Alfoldi di essere coinvolto in attività di spionaggio, affiggendo un cartello con scritto «Questa è la sede dello spionaggio ungherese» (rumeno: Aici este sediul spionajului unguresc) di fronte al palazzo della rappresentanza diplomatica. Nel 2002 fu criticato poiché un funzionario dello stato civile del comune, Vasile Gherman, si era rifiutato di riconoscere la validità di un matrimonio, visto che durante la cerimonia civile gli sposi avevano utilizzato la lingua ungherese.
Tra le altre azioni eclatanti della sua amministrazione, finanziò degli scavi archeologici per dimostrare che individui di etnia romena avessero abitato la Transilvania prima dei magiari. In segno di protesta contro il consiglio comunale, nel 2002 lo dichiarò «morto» e lo disciolse, occupandone la sala delle riunioni, riempiendola di candele e dolci tradizionali romeni serviti tipicamente nel corso di veglie funebri (colaci).
Divenuto senatore nel 2004, si distinse anche in parlamento per diverse proposte controverse. Tra le più contestate, l'adozione nelle scuole come manuale di religione di una Bibbia in versi scritta da un poeta transilvano, Ioan Ciorca. Suggerì, inoltre, una legge che obbligasse le emittenti televisive a trasmettere in egual misura notizie positive e notizie negative.
Funar fu sostenitore di diverse singolari teorie. Nel corso di un convegno nel 2015 presentò una ricerca mirata a dimostrare che Gesù Cristo fosse nato in Dacia. Durante un'intervista del 2016 dichiarò che la comunità ebraica mondiale stesse operando per la distruzione della Romania tramite l'uso di additivi negli alimenti, e che la teoria della relatività fosse stata concepita dal poeta Mihai Eminescu e poi rubata da Einstein.

### Processi
Per via del suo estremismo fu protagonista di centinaia di cause penali, civili e amministrative. Fu accusato di calunnie da numerosi intellettuali, giornalisti e politici, ma non venne mai dichiarato colpevole. Fu più volte citato in giudizio per abuso d'ufficio in relazione a gare pubbliche d'appalto indette dal comune di Cluj, delle quali avrebbero beneficiato conosciuti uomini d'affari e anche il figlio di Funar, imprenditore nel settore immobiliare.
Nel 1998, accusato dal direttore della SC Alimentara SA Ioan Mureșan di avergli ritirato illegalmente una concessione edilizia, fu rinviato a giudizio dall'allora procuratore del tribunale di Cluj Daniel Morar, che gli contestò il reato di abuso d'ufficio. Dopo il trasferimento del caso al tribunale di Brașov, dopo quattro anni Funar fu definitivamente prosciolto dall'Alta corte di cassazione e giustizia.
Nel 2002 Funar sciolse forzatamente il consiglio comunale di Cluj e chiese al governo di organizzare elezioni anticipate. I componenti del consiglio comunale ricorsero alla giustizia, presentando una denuncia contro il sindaco. Nel maggio 2008 l'Alta corte di cassazione dispose l'archiviazione del caso, mentre nel dicembre 2009 la stessa corte respinse il ricorso presentato dall'accusa.

## Vita privata
Fu sposato con Sabina Funar, docente di economia presso l'Università di scienze agricole e medicina veterinaria di Cluj-Napoca, deceduta il 28 gennaio 2016 all'età di 64 anni. Insieme ebbero un figlio, Sabin George Funar.

## Pubblicazioni
- (RO) Bazele contabilității, Cluj-Napoca, Ed. Argonau, 1998.[1]